# Brett Ratner

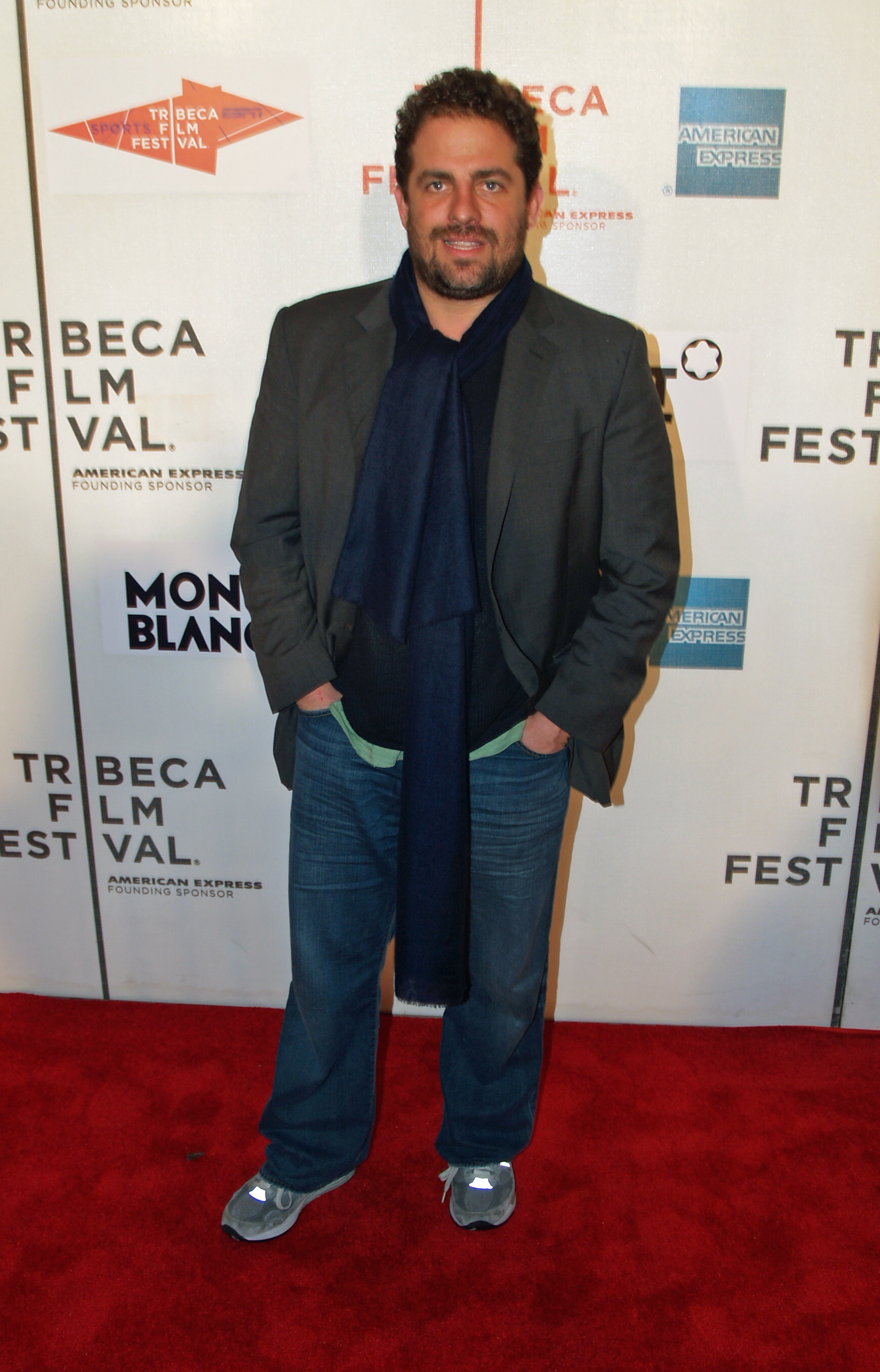
Brett Ratner

Brett Ratner (n. 28 martie 1969) este un regizor american de film și vidioclipuri muzicale. Este născut în Miami Beach, Florida și a absolvit Școala de Film a Universității din New York (New York University Film School). Este lector la Academia de Film din New York (New York Film Academy) și USC.
A regizat seria de filme Rush Hour, The Family Man, Red Dragon, X-Men: The Last Stand și Tower Heist. De asemenea, este producător al mai multor filme, printre care seria Horrible Bosses, The Revenant și War Dogs . 
Ratner a început să regizeze videoclipuri muzicale în anii 1990  și a regizat primul său film, Money Talks, în 1997.  În general, filmele pe care le-a regizat Ratner au câștigat peste 2 miliarde de dolari la box office-ul global.  Ratner este co-fondatorul RatPac Entertainment, o companie de producție de film. Ratner a condus parteneriatul RatPac cu Dune Entertainment în septembrie 2013 pentru un acord de coproducere cu Warner Bros. care a inclus 75 de filme. RatPac Entertainment a cofinanțat 81 de filme lansate în cinematografe, care depășesc 17 miliarde de dolari în încasări la box office la nivel mondial. Filmele cofinanțate de RatPac au fost nominalizate la 59 de premii Oscar, 25 de Globuri de Aur și 43 de premii BAFTA și au câștigat 25 de premii Oscar, 8 Globuri de Aur și 24 de premii BAFTA. În ianuarie 2017, Ratner a primit o stea pe Hollywood Walk of Fame pentru contribuțiile sale la industria cinematografică, situată la 6801 Hollywood Boulevard . 

## Viața timpurie
Ratner s-a născut și a crescut în Miami Beach, Florida, fiul lui Marsha Presman și Ronald Ratner.  A crescut într-o „familie evreiască din clasa de mijloc”. 
Bunicul său a fost fondatorul companiei de otrăvire pentru șobolani d -CON și dezvoltatorul imobiliar Lee Ratner.  Mama lui s-a născut în Cuba și a emigrat în SUA în anii 1960 cu părinții ei, Fanita și Mario Presman (familiile lor se mutaseră inițial în Cuba din Europa de Est).
Mama lui Ratner avea șaisprezece ani când s-a născut el.  Ratner a spus că „chiar nu-și cunoștea” tatăl biologic și că îl consideră pe Alvin Malnik, un avocat și om de afaceri cu presupuse legături cu crima organizată care a deschis faimosul restaurant Forge în Miami Beach, să fie tatăl lui, „cel care l-a crescut”. Malnik a fost un prieten cu Lee Ratner și nu a fost implicat romantic cu Marsha Presman.
Tatăl biologic al lui Ratner a rămas fără adăpost în Miami Beach, o situație care l-a inspirat pe tânărul Ratner să devină membru al consiliului de administrație al organizației naționale nonprofit Chrysalis, care îi ajută pe cei fără adăpost să-și găsească de lucru. 
Ratner a urmat școala elementară a Rabbi Alexander S. Gross Hebrew Academy  și a urmat liceul Alexander Muss din Israel  și a absolvit în 1986 Miami Beach Senior High School . În timp ce a crescut în Miami Beach, Ratner a fost un figurant pe platourile de filmare a lui Scarface și a putut să vizioneze filmuarea Miami Vice prin oraș.  Cu puțin timp înainte de absolvirea liceului, mama și tatăl său biologic s-au căsătorit cu intenția de a-și legitima statutul. 
Este absolvent al Universității din New York în 1990 .  În 2010, a citat filmul lui Martin Scorsese din 1980, Raging Bull, drept inspirație pentru a intra în lumea filmului. 

## Cariera

### Regia
Ratner a început să regizeze videoclipuri muzicale în anii 1990.  În timp ce era student în anul doi la New York University Tisch Schools of the Arts, a fost manager și producător executiv pentru BMOC (Big Man On Campus), unul dintre primele grupuri de rap alb.  În timp ce era student la NYU , a lansat primul său scurtmetraj Whatever Happened to Mason Reese ?. Grupul de rap Public Enemy a participat la premiera filmului și i-a cerut lui Ratner să realizeze videoclipurile grupului.  Ratner a făcut videoclipuri de debut pentru Prime Minister Pete Nice înainte de a lucra cu Redman , LL Cool J , Heavy Dși Wu-Tang Clan.  De asemenea, a regizat videoclipuri muzicale pentru artiști precum Mariah Carey,  Madonna , Miley Cyrus,  Jay -Z  și era programat să regizeze un videoclip pentru Michael Jackson înainte ca producția sa să fie anulată.  El a regizat, printre altele, „We Belong Together”, „I Still Believe”, „Obsessed” și „Heartbreaker” al lui Carey. 
Ratner a avut debutul cinematografic când a regizat Money Talks în 1997. Filmul, o comedie de acțiune despre un escroc acuzat că a organizat o evaziune de închisoare, a fost prima colaborare a lui Ratner cu comediantul Chris Tucker. Bugetul filmului a fost de 25 de milioane de dolari. 
În 1998, a regizat Rush Hour , comedia de acțiune cu Jackie Chan și Chris Tucker în rolurile principale, care a fost lansată în septembrie 1998 și a devenit filmul cu cele mai mari încasări ale studioului și comedia cu cele mai mari încasări la acea vreme.  Ratner folosește muzica pe platourile de filmare pentru a inspira producția, iar când a filmat Rush Hour , o melodie a lui Michael Jackson pe care a pus-o pentru inspirație a ajuns în film după ce Chris Tucker a început să danseze în mijlocul unei scene. 
Ratner a regizat The Family Man , o dramă cu Nicolas Cage , în 2000. 
În 2001, Ratner a regizat Rush Hour 2 .  În 2002, a regizat prequel-ul pentru Silence of the Lambs , Red Dragon , despre Hannibal Lecter . 
În 2004, Ratner a regizat After the Sunset , cu Pierce Brosnan și Salma Hayek în rolurile principale . Filmul de comedie de acțiune se învârte în jurul unui hoț maestru care realizează un ultim scor mare, cu un agent FBI în urmărire. 
În 2006, Ratner a regizat X-Men: The Last Stand ,  apoi a regizat Rush Hour 3 , care a fost lansat în 2007. 
Ratner a regizat o reclamă de televiziune pentru Wynn Las Vegas , cu Steve Wynn pe partea de sus a Encore Las Vegas în 2008. 
În același an, Ratner a regizat și comedia caper Tower Heist , cu Ben Stiller și Eddie Murphy în rolurile principale. Filmul s-a bazat inițial pe o idee a lui Eddie Murphy intitulată „Trump Heist” și era despre angajați nemulțumiți ai lui Donald Trump care plănuiau să jefuiască Trump Tower , deși referințele la Trump au fost ulterior eliminate din film. 
La începutul lui 2021, Ratner a anunțat că va regiza pentru Millennium Media un film biografic Milli Vanilli , care va fi primul său proiect de la Hercules din 2014 . În februarie 2021, Millennium Media a declarat că nu va merge mai departe cu proiectul lui Ratner. 

### Producător
Ratner a fost producător executiv al serialului de televiziune Prison Break , difuzat între 2005 și 2009. 
În 2011, Ratner a produs documentarul TV, American Masters: Woody Allen – A Documentary .  În același an, a produs Horrible Bosses , o comedie despre angajații care complotează să-și omoare șefii.  Horrible Bosses s-a deschis la box office-ul intern cu 28,1 milioane de dolari în primul său weekend. 
Ratner a produs un remake al lui Albei ca Zăpada , Mirror Mirror (2012), bazat pe scenariul The Brothers Grimm: Snow White de Melisa Wallack. 
În 2014, a produs Horrible Bosses 2 , continuarea filmului său din 2011.  Ratner a fost producător executiv al seriei TV Rush Hour bazată pe seria de filme Rush Hour. 
În 2015, Ratner a produs Black Mass , un film biografic despre gangsterul James „Whitey” Bulger , interpretat de Johnny Depp.  În același an, Ratner a fost producător executiv al filmului The Revenant , cu Leonardo DiCaprio în rolul principal . 
A fost producător executiv al filmului War Dogs din 2016 , regizat de Todd Phillips și cu Jonah Hill și Miles Teller în rolurile principale . 

## Venituri
Conform sitului IMDB, Brett Ratner a avut următoarele câștiguri de-a lungul carierei sale:
- X-Men: The Last Stand (2006) - 5,000,000 $
- Red Dragon (2002) - 6,000,000 $
- Rush Hour 2 (2001) - 5,000,000 $
- The Family Man (2000) - 5,000,000 $

## Operă

### Film și televiziune
| An   | Titlu                            | Tip         | Note                            |
| ---- | -------------------------------- | ----------- | ------------------------------- |
| 2011 | Jaf... la turnul mare            | lung metraj | Regizor                         |
| 2014 | Hercule                          | lung metraj | Regizor                         |
| 2007 | Rush Hour 3                      | lung metraj | Regizor                         |
| 2007 | X-Men: The Last Stand            | lung metraj | Regizor                         |
| 2007 | Perfect Dark                     | lung metraj | Regizor                         |
| 2004 | After the Sunset                 | lung metraj | Regizor                         |
| 2002 | Red Dragon                       | lung metraj | Regizor                         |
| 2001 | Rush Hour 2                      | lung metraj | Regizor                         |
| 2000 | The Family Man                   | lung metraj | Regizor                         |
| 1998 | Rush Hour                        | lung metraj | Regizor                         |
| 1997 | Money Talks                      | lung metraj | Regizor                         |
| 1990 | Whatever Happened to Mason Reese | film scurt  | Regizor, producător și scriitor |

### Videoclipuri
| An   | Melodie                             | Cântăreț/Formație    | Note    |
| ---- | ----------------------------------- | -------------------- | ------- |
| 2007 | "You Spin Me Round (Like a Record)" | Jessica Simpson      | Regizor |
| 2007 | "Say OK"                            | Vanessa Hudgens      | Regizor |
| 2006 | "A Public Affair"                   | Jessica Simpson      | Regizor |
| 2005 | "These Boots Are Made for Walkin'"  | Jessica Simpson      | Regizor |
| 2005 | "We Belong Together"                | Mariah Carey         | Regizor |
| 2005 | "It's Like That"                    | Mariah Carey         | Regizor |
| 2001 | "Diddy"                             | P. Diddy             | Regizor |
| 2000 | "Thank God I Found You"             | Mariah Carey         | Regizor |
| 1999 | "Heartbreaker"                      | Mariah Carey         | Regizor |
| 1999 | "Beautiful Stranger"                | Madonna              | Regizor |
| 1998 | "I Still Believe"                   | Mariah Carey         | Regizor |
| 1997 | "Triumph"                           | Wu-Tang Clan         | Regizor |
| 1994 | "Nuttin' But Love"                  | Heavy D and the Boyz | Regizor |